# Ectodus descampsii
Ectodus descampsii là một loài cá cichlidae, là loài duy nhất trong chi Ectodus. Nó là loài cá nhỏ (dài khoảng 10 cm) đặc hữu của hồ Tanganyika ở Đông Phi.